# Olav Frode Fidjeland
Olav Frode Fidjeland, född 29 maj 1919 i Skjeberg, död 24 november 1993, var en norsk målare.
Han var son till Åmund Fidjeland och Sigfrid Johanna Zachariassen samt gift med Anne-Marie Fossum. Han studerade konst vid Statens håndverks- og kunstindustriskole 1939-1942 och för Jean Heiberg vid Statens Kunstakademi 1944–1946 samt vid Statens lærerskole i forming 1965. Han medverkade i Statens Kunstutstilling första gången 1945 och kom att medverka där några gånger fram 1951. Han var representerad i utställningen Norsk Konst som visades på Värmlands museum 1957. Separat ställde han bland annat ut på Domhuset i Sarpsborg 1945, Fredrikstad Kunstforening 1947 och några gånger med Christianssands Kunstforening. Till hans offentliga arbeten hör bland annat en fondmålning i Sarpsborgs bibliotek. Hans konst består av porträtt, figurkompositioner och landskapsskildringar med motiv från skärgården, skogen hämtade från Sarpsborg, Sicilien och Paris.